# Ерл (Північна Кароліна)
Ерл (англ. Earl) — місто (англ. town) в США, в окрузі Клівленд штату Північна Кароліна. Населення — 198 осіб (2020).

## Географія
Ерл розташований за координатами 35°11′44″ пн. ш. 81°32′2″ зх. д. / 35.19556° пн. ш. 81.53389° зх. д. (35.195424, -81.534010).  За даними Бюро перепису населення США в 2010 році місто мало площу 2,23 км², уся площа — суходіл.

## Демографія
Згідно з переписом 2010 року, у місті мешкало 260 осіб у 107 домогосподарствах у складі 63 родин. Густота населення становила 117 осіб/км².  Було 117 помешкань (52/км²).
Расовий склад населення:
| - 91,2 % — білих - 8,1 % — чорних або афроамериканців - 0,4 % — азіатів |

До двох чи більше рас належало 0,0 %. Частка іспаномовних становила 0,4 % від усіх жителів.
За віковим діапазоном населення розподілялося таким чином: 23,1 % — особи молодші 18 років, 63,8 % — особи у віці 18—64 років, 13,1 % — особи у віці 65 років та старші. Медіана віку мешканця становила 41,3 року. На 100 осіб жіночої статі у місті припадало 88,4 чоловіків;  на 100 жінок у віці від 18 років та старших — 92,3 чоловіків також старших 18 років.
Середній дохід на одне домашнє господарство  становив 41 782 долари США (медіана — 44 125), а середній дохід на одну сім'ю — 46 748 доларів (медіана — 52 250). За межею бідності перебувало 22,1 % осіб, у тому числі 21,5 % дітей у віці до 18 років та 55,6 % осіб у віці 65 років та старших.
Цивільне працевлаштоване населення становило 95 осіб. Основні галузі зайнятості: виробництво — 35,8 %, роздрібна торгівля — 13,7 %, освіта, охорона здоров'я та соціальна допомога — 13,7 %.